# Battos IV.
Battos IV. (altgriechisch Βάττος ὁ Καλός Báttos ho Kalós) war von etwa 520/15–465 v. Chr. als Nachfolger seines Vaters Arkesilaos III. König von Kyrene.
Aus der Regierungszeit des Battos, der den Beinamen „der Schöne“ trug, sind keine besonderen Ereignisse überliefert, da der Bericht Herodots mit der Eroberung der Stadt Barke durch den persischen Satrapen Aryandes und seiner Großmutter Pheretime endet. Wahrscheinlich gelang es ihm, sich wieder von der Oberhoheit der Perser zu lösen. Nach den archäologischen Funden zu urteilen, lebte Kyrene zu seiner Zeit in großem Wohlstand.